# A Berta Singerman
A Berta Singerman es un cortometraje argentino de género drama, del año 2007 escrito y dirigido por Jorge Polaco y protagonizado por Pola Borja, quien se convirtiera en su actriz fetiche luego del fallecimiento de Margotita, protagonista de varios de sus film. Como su nombre indica es un claro homenaje del director argentino a la cantante, declamadora y actriz ruso-argentina Berta Singerman.

## Sinopsis
Envuelta en cantos de muñecas de porcelana, ella llora triste y vestida de blanco. 